# Liorhina ovata
Liorhina ovata är en insektsart som beskrevs av Hamilton 1980. Liorhina ovata ingår i släktet Liorhina och familjen spottstritar. Inga underarter finns listade i Catalogue of Life.